# 大鱗副雙邊魚
大鱗副雙邊魚為輻鰭魚綱鱸形目鱸亞目雙邊魚科的其中一個種，分布於亞洲蘇門答臘及婆羅洲的淡水流域，體長可達9.7公分，生活在溪流及湖泊，屬肉食性，通常被用來當作餌魚。